# Розетка (интернет-магазин)
У этого термина существуют и другие значения, см. Розетка.
Розе́тка (англ. Rozetka; стилизовано как ROZETKA) — украинский интернет-магазин и маркетплейс, появившийся в 2005 году. Имеет отделения в Киеве, Одессе, Львове, Житомире и в Броварах. На август 2020 года занимает 7 место среди самых посещаемых украинских сайтов .

## Награды
В 2010 и в 2011 годах Ассоциация предприятий информационных технологий Украины признала магазин победителем конкурса Ukrainian IT Channel Awards в номинации «Розничная компания (онлайн)».
Руководитель — Владислав Чечёткин, победил в номинации «За наибольший вклад в развитие рынка розничных продаж» конкурса «Человек года 2007», который провели еженедельник «Компьютерное обозрение» и издательский дом ITC Publishing для определения тех, кто внес наибольший вклад в развитие IT-рынка Украины.
В 2016 году компания заняла десятое место в рейтинге самых инновационных компаний Украины по версии Forbes.

## О магазине
Русскоязычный сайт был открыт в 2005 году, а в 2016 году появилась украинская версия сайта.
В 2016 году на сайт была добавлена новая функциональность, с тех пор на торговой площадке свои товары могут продавать другие участники. В начале марта 2018 владелец магазина заявлял о наличии в списках компании 2,5 млн товаров. По его данным, в декабре 2017 года на сайте было 75 млн посещений и 3 млн продаж.
- 2008 году был открыт первый офлайн-магазин площадью 120 м2. В том же году был открыт второй магазин площадью 160 м2, однако уже в октябре его пришлось закрыть из-за падения продаж.
- Октябрь 2016 — компания купила под Киевом складской комплекс[8] «Термінал Бровари». Заявленная стоимость — 16 млн $, площадь — 48,99 тыс. м2.
- Январь 2017 — сайт начал продавать лекарства[9].
- В июне 2017 года магазин заявил, что не может подать налоговую отчётность из-за атаки вируса Petya[10].
- В ноябре 2017 в Киеве был открыт гипермаркет[11] площадью 6000 м2.
- В декабре 2021 Владислав Чечёткин заявил, что Rozetka готовится к первичному публичному предложению акций (IPO)[12].

### Владельцы
Магазин принадлежит Кипрской офшорной компании «Temania Enterprises Ltd», владельцами которой являются Ирина и Владислав Чечёткины.

## Расследования

### Неуплата налогов
19 апреля 2012 года Налоговая служба в рамках расследования по размерам уплаты налогов изъяла серверы хостинговой компании Mirohost, где размещался сайт Rozetka.ua. В результате чего Rozetka.ua перешел на домен rozetka.com.ua и мигрировал на хостинг в Германии. 8 августа 2012 года владелец компании Владислав Чечёткин заявил о нарушении налогового законодательства и выплате задолженности и штрафа размером 5 млн гривен.

## Отсутствие украиноязычного интерфейса
До октября 2016 года сайт не имел украинского интерфейса. Отсутствие украиноязычного интерфейса не раз вызывало претензии украинских пользователей. В конце октября 2016 года магазин запустил тестовую украинскую версию сайта. После окончания тестирования данная версия стала доступной для всех пользователей. 2 февраля 2021 года сервис закрыл свой русскоязычный канал на YouTube, существовавший с декабря 2008 года и имевший 1 млн подписчиков. По этому показателю он был на третьем месте в мире после Amazon и AliExpress. В тот день был создан новый украиноязычный канал.